# Монти (коммуна)
Монти́ (фр. Monties) — коммуна во Франции, находится в регионе Юг — Пиренеи. Департамент — Жер. Входит в состав кантона Масёб. Округ коммуны — Миранд.
Код INSEE коммуны — 32287.

## География

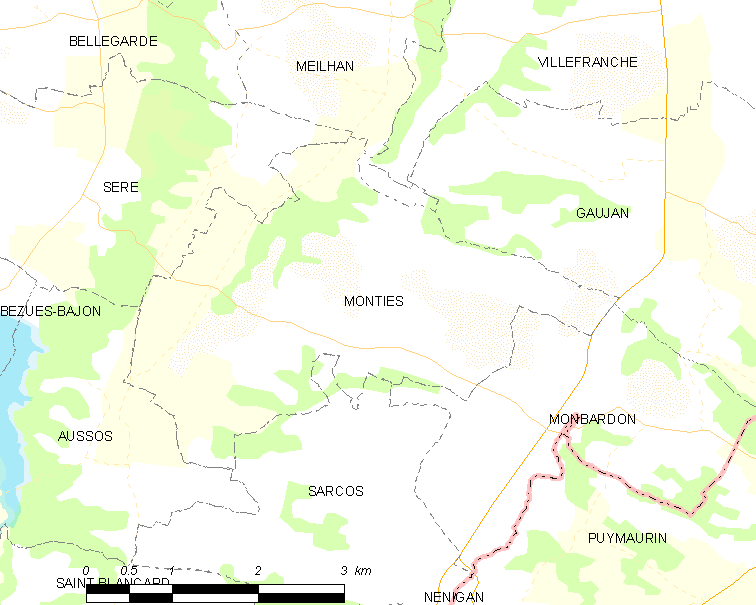
Карта коммуны

Коммуна расположена приблизительно в 630 км к югу от Парижа, в 70 км западнее Тулузы, в 30 км к югу от Оша.

## Климат
Климат умеренно-океанический. Лето жаркое и немного дождливое, температура часто превышает 35 °С. Зимой часто бывает отрицательная температура и ночные заморозки. Годовое количество осадков — 700—900 мм.

## Население
Население коммуны на 2010 год составляло 70 человек.
| 1962 | 1968 | 1975 | 1982 | 1990 | 1999 | 2010 |
| ---- | ---- | ---- | ---- | ---- | ---- | ---- |
| 139  | 115  | 102  | 103  | 102  | 108  | 70   |

## Администрация
| Период | Период | Фамилия         | Партия                    | Примечания |
| ------ | ------ | --------------- | ------------------------- | ---------- |
| 1989   | 2020   | Ноэль Сен-Лоран | Союз за народное движение |            |

## Экономика
В 2010 году среди 33 человек трудоспособного возраста (15-64 лет) 26 были экономически активными, 7 — неактивными (показатель активности — 78,8 %, в 1999 году было 58,5 %). Из 26 активных жителей работали 23 человека (13 мужчин и 10 женщин), безработных было 3 (1 мужчина и 2 женщины). Среди 7 неактивных 2 человека были учениками или студентами, 2 — пенсионерами, 3 были неактивными по другим причинам.

## Фотогалерея

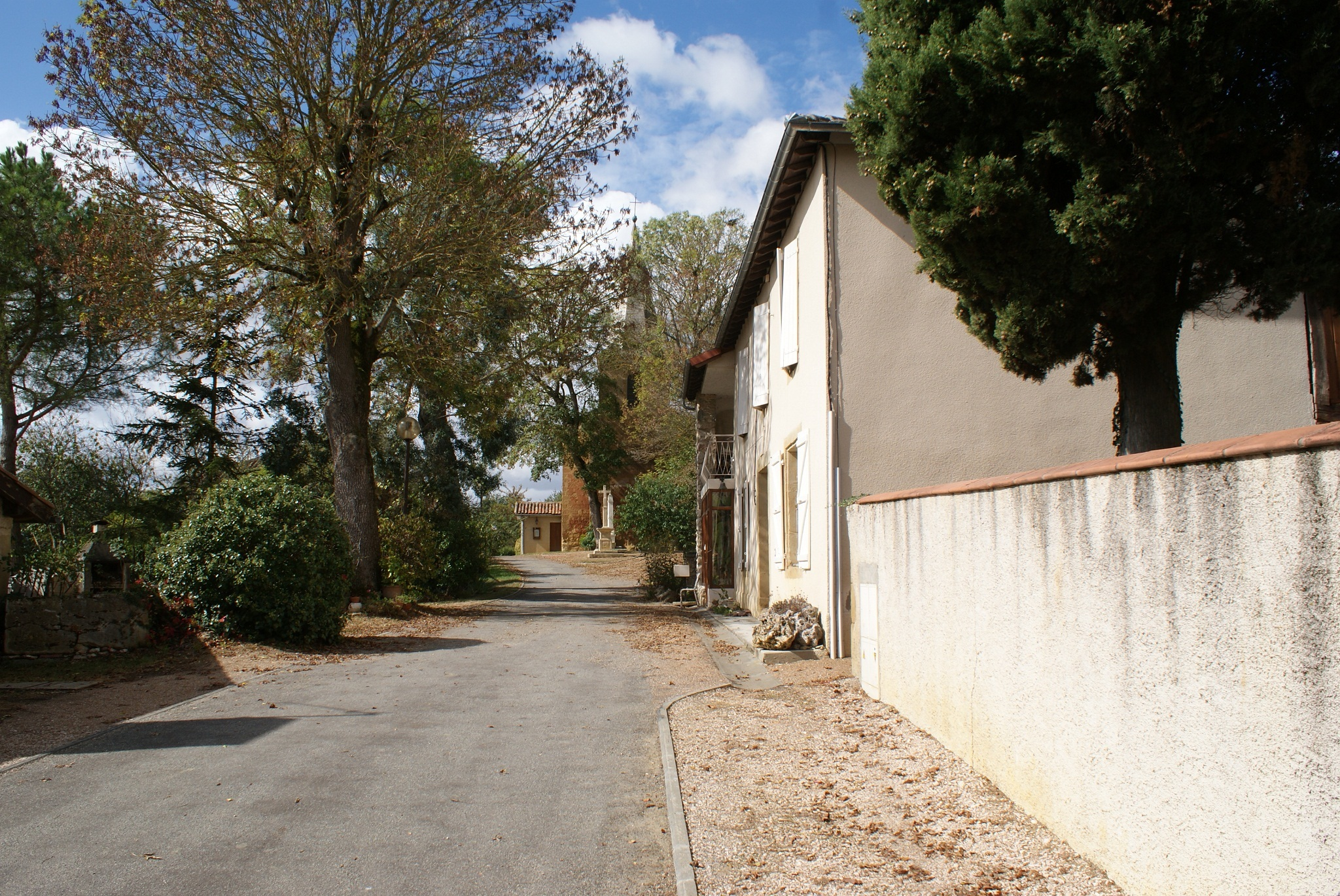
Монти
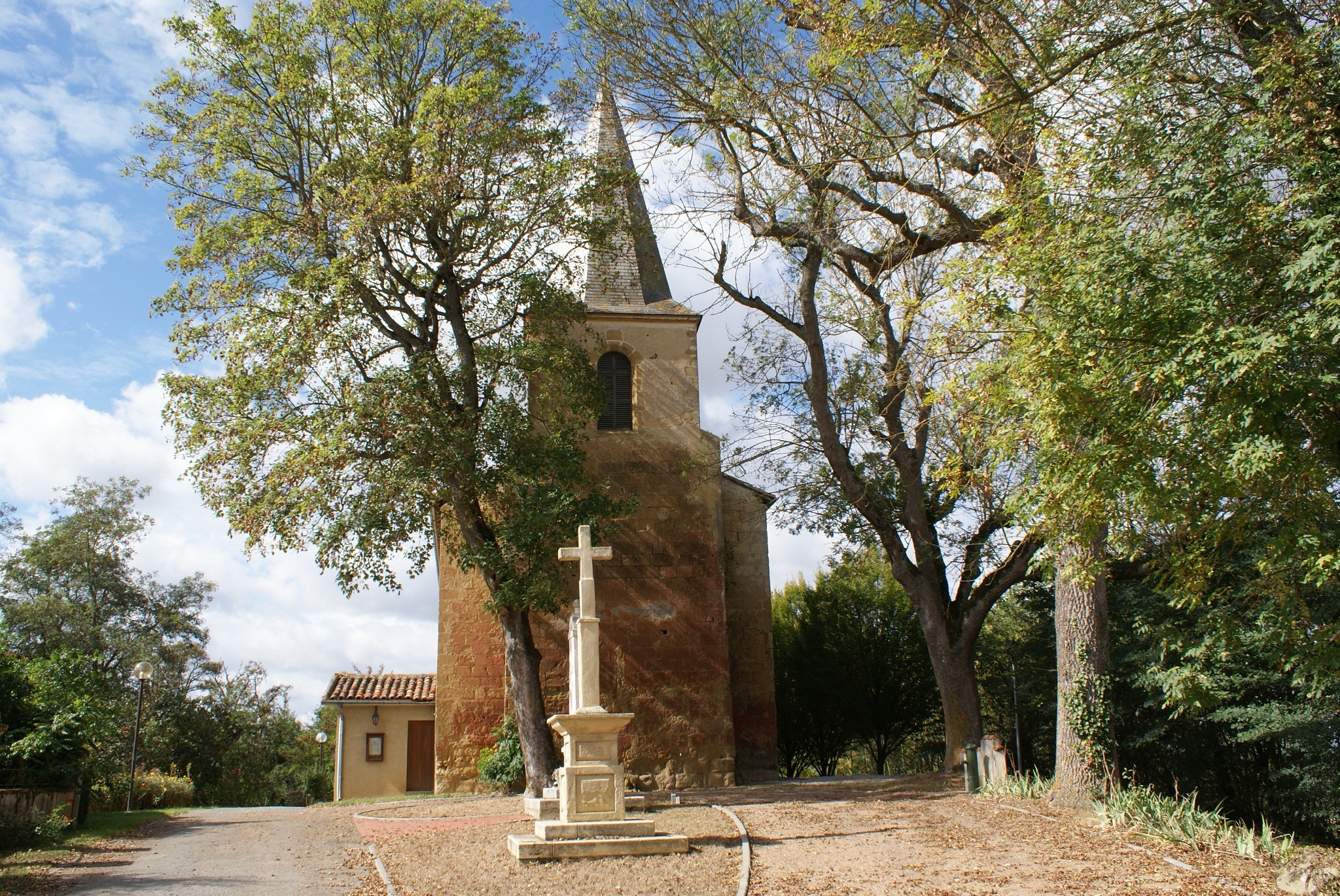
Церковь
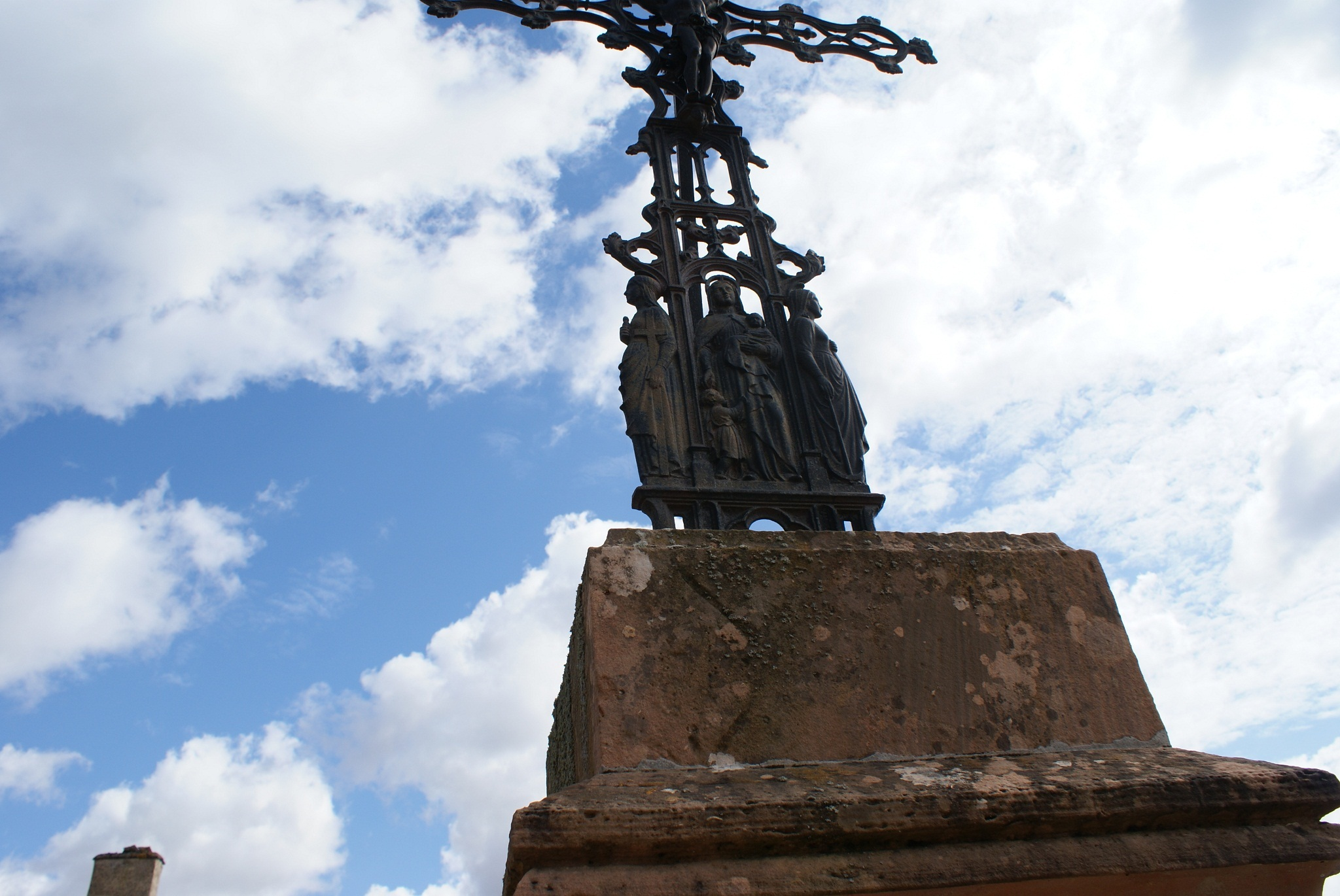
Крест
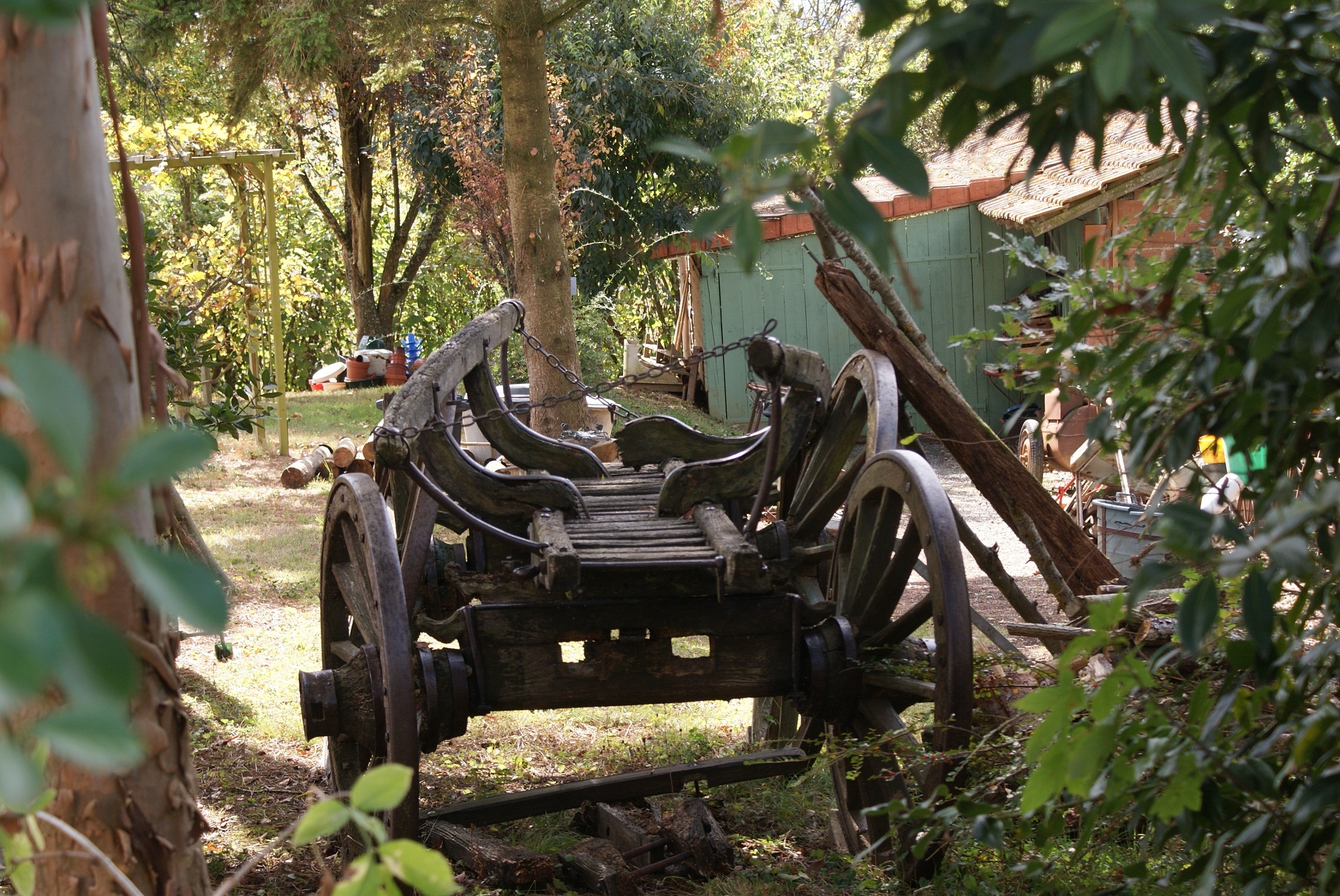